# Cocco (programma televisivo)
Cocco è stato un programma televisivo italiano, trasmesso da Rai 2 dall'8 luglio 1988 al 15 settembre 1989, il venerdì alle 20:40, per due edizioni, la prima di 8 puntate e la seconda di 12.

## Il programma
Il programma, che andava in onda dall'Auditorium RAI di Napoli e aveva come autori Arnaldo Santoro, Alfredo Cerruti, Ugo Porcelli e Pier Francesco Pingitore, ovvero il team di Indietro tutta!, era condotto da Gabriella Carlucci, affiancata dal Coccoteam, gruppo di comici composto da Riccardo Pazzaglia, Gioele Dix e Michele Foresta, dal corpo di ballo delle Spogliatelles e dalla Coccoband guidata da Totò Savio.